# Inundaciones de Kerala de 2018
El 16 de agosto de 2018, graves inundaciones afectaron al estado de Kerala, en el sur de la India, debido a las lluvias inusualmente altas durante la temporada de monzones. Fue la peor inundación en Kerala en casi un siglo. Más de 483 personas murieron y 15 están desaparecidas. Aproximadamente un millón de personas fueron evacuadas, principalmente de Chengannur, Pandanad, Edanad, Aranmula, Kozhencherry, Ayiroor, Ranni, Pandalam, Kuttanad, Malappuram, Aluva, Chalakudy, Thrissur, Thiruvalla, Eraviperoor, Vallamkulam, Norte de Paravur, Chellanam, Isla de Vypin y Palakkad. Los 14 distritos del estado fueron puestos en alerta roja. Según el gobierno de Kerala, una sexta parte de la población total de Kerala se había visto afectada directamente por las inundaciones y los incidentes relacionados. El gobierno indio lo había declarado una Calamidad de Nivel 3, o "una calamidad de naturaleza grave". Es la peor inundación en Kerala después de la gran inundación de 99 que tuvo lugar en 1924.
Se abrieron 35 de las 54 represas dentro del estado, por primera vez en la historia. Las cinco compuertas de desbordamiento de la presa Idukki se abrieron al mismo tiempo y, por primera vez en 26 años, se abrieron cinco compuertas de la represa Malampuzha de Palakkad. Las fuertes lluvias en Wayanad e Idukki han causado graves deslizamientos de tierra y han dejado aislados a los distritos montañosos. La situación fue supervisada periódicamente por el Comité Nacional de Gestión de Crisis, que también coordinó las operaciones de rescate y socorro cuando se abrió la presa, ha interrumpido muchas vidas que viven cerca.

## Causas
Kerala recibió fuertes lluvias monzónicas, que fueron aproximadamente un 116% más que las lluvias habituales en Kerala, a mediados de la tarde del 8 de agosto, lo que provocó que las presas se llenaran a su máxima capacidad; en las primeras 48 horas de lluvia, el estado recibió 310 mm (12 pulgadas) de lluvia. Casi todas las presas se habían abierto desde que el nivel del agua se había elevado casi al nivel de desbordamiento debido a las fuertes lluvias, que inundaron las zonas bajas locales. Por primera vez en la historia del estado, se habían abierto 35 de sus 54 represas. El diluvio se ha considerado un impacto del calentamiento global.
Estudios científicos independientes llevados a cabo por expertos en hidrología del Instituto Indio de Tecnología de Madrás, la Universidad Purdue y el Instituto Indio de Tecnología de Gandhinagar concluyeron que fue el fuerte aguacero lo que provocó las inundaciones, y no la gestión de la presa. Basado en una simulación por computadora de patrones de flujo y almacenamiento de inundaciones por un equipo de investigadores de IIT Madras y Purdue University, se encontró que la devastación causada por las inundaciones no se puede atribuir a la liberación de agua de las presas. Además, los científicos agregaron que las probabilidades de tales inundaciones eran del "0.06%" y ninguna administración de embalses podría haber considerado tales escenarios. El experto en hidrología del IIT Gandhinagar, Prof. Vimal Mishra, identificó cuatro factores principales para las inundaciones. Aguacero inesperado por encima de lo normal, eventos de lluvia extrema que ocurren casi en todo Kerala durante la temporada, más del 90% de almacenamiento en el embalse incluso antes del inicio de los eventos de lluvia extrema y, finalmente, la lluvia extrema sin precedentes en las áreas de captación de los principales embalses en el estado llevó a la desastre. La razón principal de las lluvias anómalas en 2018 son las ondas de gravedad de Rossby mixtas de alta frecuencia en la troposfera media desencadenadas por las perturbaciones sinópticas del Pacífico tropical. Estas ondas de alta frecuencia se manifestaron como circulaciones ciclónicas y anticiclónicas y dilataron el campo de viento para establecer zonas de convección en los trópicos, a medida que se propagaban por la cuenca del Océano Índico. Aunque la fase de Oscilación Madden-Julian con un período de 20 a 40 días ha favorecido la convección en los trópicos, el modo de alta frecuencia se correlaciona mejor con la precipitación anómala durante los intervalos de eventos extremos.
Organismos expertos como la Comisión Central del Agua han corroborado los hallazgos de científicos del IIT Madrás, la Universidad Purdue y el IIT Gandhinagar.
Un informe de Adv. Jacob P. Alex, un amicus curiae designado por el tribunal superior de Kerala, alegó que las devastadoras inundaciones de 2018 fueron el resultado de una mala gestión de la presa por parte del gobierno estatal. Las 79 represas en el estado se mantuvieron con el objetivo de generar energía hidroeléctrica o irrigación y controlar las inundaciones no era su propósito, destacó el informe de amicus curiae Jacob P. Alex. "La principal preocupación de los operadores de la presa era maximizar los niveles de los embalses, lo que entraba en conflicto con el propósito de control de inundaciones para el que se podrían utilizar las presas. El 'colchón de inundación' de los embalses, el espacio de almacenamiento destinado a las presas para absorber los altos caudales imprevistos, era necesario revisar según las últimas directrices ", escribió Alex en su informe. "La liberación repentina de agua simultáneamente de diferentes reservorios, durante lluvias extremas agravó el daño", dijo y agregó que se habían emitido varias alertas —azul, naranja y rojo— que no estaban de acuerdo con la directriz de la EAP."
El gobierno de Kerala argumentó en la Corte Suprema que la repentina liberación de agua de la presa Mullaperiyar por parte del gobierno de Tamil Nadu fue una de las razones de la devastadora inundación en Kerala. El gobierno de Tamil Nadu rechazó el argumento, diciendo que Kerala sufrió el diluvio debido a la descarga de agua en exceso de 80 embalses en Kerala, provocada por las fuertes lluvias dentro del estado; También argumentó que el excedente de inundación de la presa Idukki se debe principalmente a los flujos generados por su propia cuenca de captación independiente debido a fuertes lluvias sin precedentes, mientras que la descarga de la presa Mullaperiyar fue significativamente menor. Aunque es difícil atribuir un solo evento a cambio climático, no se puede descartar su posible papel en la causa de las fuertes lluvias en Kerala.

## Impacto
|                                                       |
| Kerala antes de la inundación el 6 de febrero de 2018 |

|                                                         |
| Kerala después de la inundación el 22 de agosto de 2018 |

Más de 483 personas murieron y 140 están desaparecidas, mientras que The Economic Times informó que 33.000 personas fueron rescatadas. La Autoridad de Gestión de Desastres del Estado de Kerala ha puesto al estado en alerta roja como resultado de las intensas inundaciones. Varias plantas de tratamiento de agua se vieron obligadas a dejar de bombear agua, lo que resultó en un acceso deficiente al agua potable, especialmente en los distritos del norte del estado. Se han abierto más de 3.274 campamentos de socorro en varios lugares para alojar a las víctimas de las inundaciones. Se estima que 1.247.496 personas han encontrado refugio en dichos campamentos. Las inundaciones han afectado a cientos de aldeas, destruido aproximadamente 10.000 km (6.200 millas) de carreteras y miles de viviendas han sido dañadas o destruidas. El gobierno canceló las celebraciones de Onam y los fondos asignados se han reasignado a los esfuerzos de socorro.
El 12 de agosto, el Aeropuerto Internacional de Cochín, el cuarto más transitado de India en términos de tráfico internacional y el más transitado del estado, suspendió todas las operaciones hasta el 29 de agosto, luego de la inundación de la pista. Todas las escuelas en todo el estado, excepto la Escuela Sainik Kazhakootam, han sido cerradas y los turistas han sido disuadidos o prohibidos en algunos distritos debido a preocupaciones de seguridad. El metro de Cochí se cerró brevemente el 16 de agosto y luego ofreció un servicio gratuito para ayudar a los afectados por las inundaciones. Debido a las fuertes lluvias y al aumento del nivel del agua, el ferrocarril del sur había suspendido los servicios ferroviarios en los tramos Thiruvananthapuram-Kottayam-Ernakulam y Ernakulam-Shoranur-Palakkad.
|                                  |
| Una casa inundada en Companypady |

|                                                          |
| Vista de NH544 cerca de la estación de metro Companypady |

|                                           |
| Una casa inundada el 16 de agosto de 2018 |

|                              |
| Una calle inundada en Kerala |

|                                           |
| Vista aérea vista el 16 de agosto de 2018 |

## Rescate

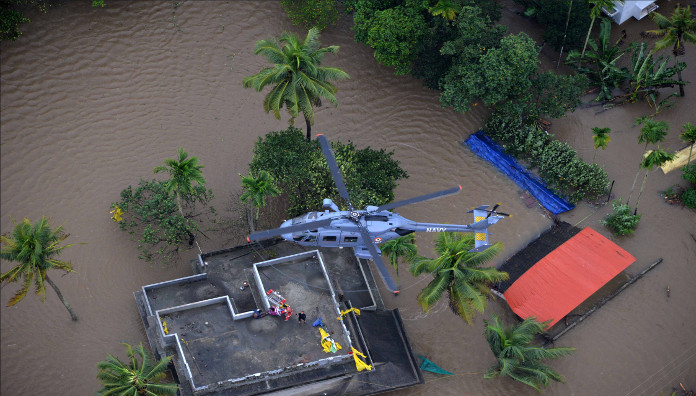
El Comando Naval del Sur inicia la Operación Madad en Kerala el 16 de agosto de 2018

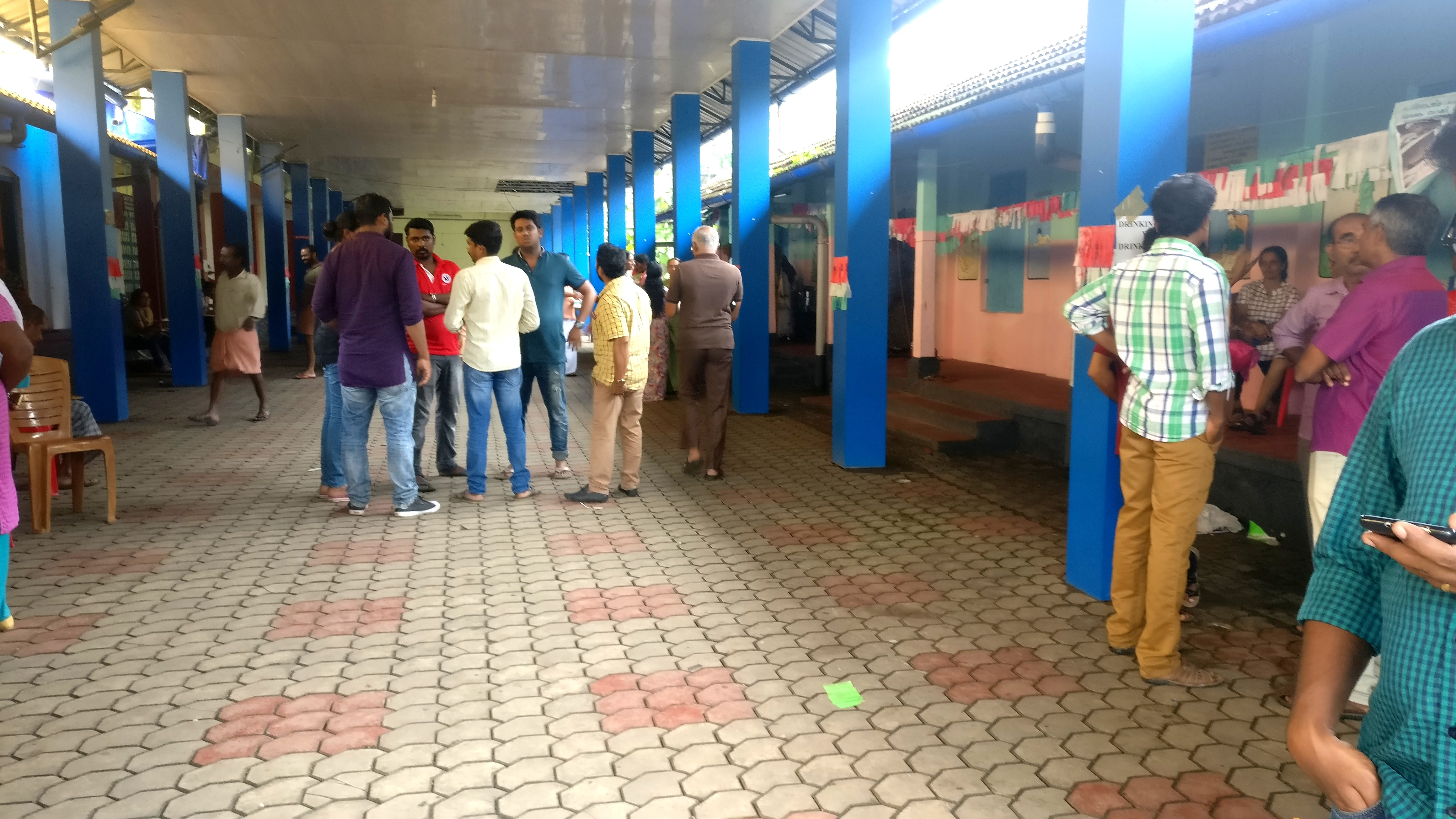
Campamento de socorro en casos de desastre de Padivattom el 17 de agosto de 2018

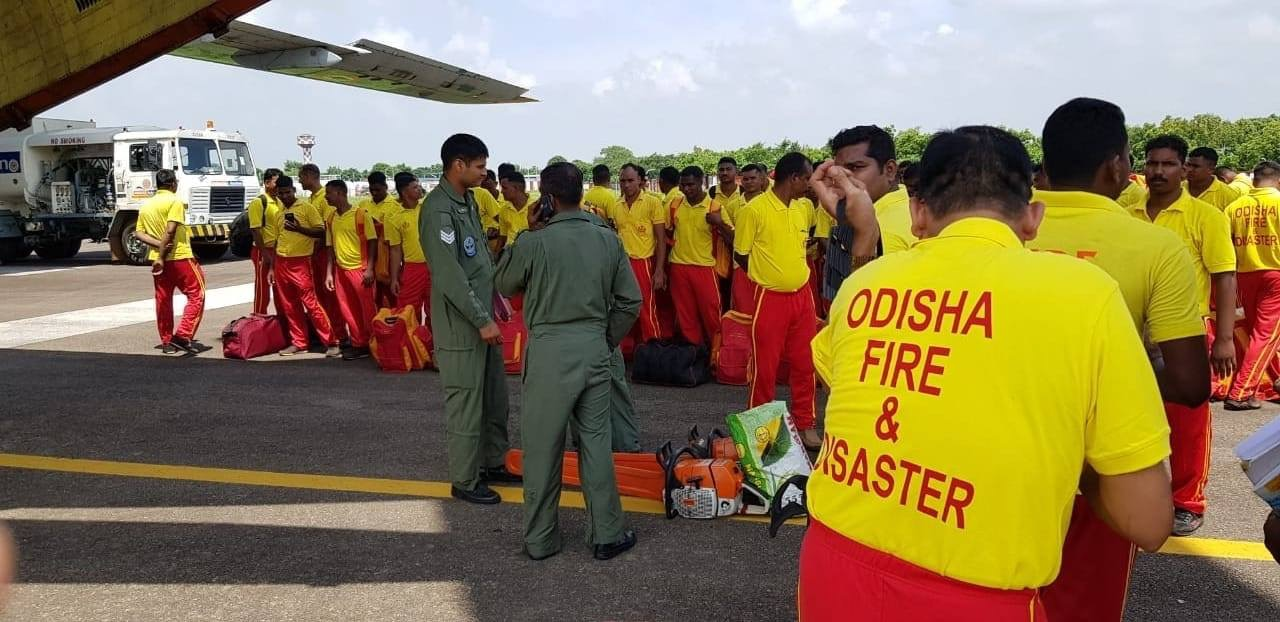
Bomberos de Odisha partiendo de Bhubaneswar para operaciones de rescate en Kerala

### Operación de rescate a nivel gubernamental
Recibir la instrucción de la ISRO el secretario del gabinete, altos funcionarios de los servicios de defensa, NDRF, NDMA y secretarias de los Ministerios civiles llevó a cabo reuniones con el secretario en jefe de Kerala. Tras las decisiones tomadas durante estas reuniones, el Centro lanzó operaciones masivas de rescate y socorro. En una de las mayores operaciones de rescate se pusieron en servicio 40 helicópteros, 31 aviones, 182 equipos de rescate, 18 equipos médicos de las fuerzas de defensa, 90 equipos de la NDRF y 3 compañías de la Policía Armada Central, junto con más de 500 embarcaciones y los equipos de rescate necesarios.

### Operación de rescate por parte del público
Los grupos de WhatsApp surgieron como Centros de control que coordinaban la ayuda y el soporte en varias áreas. Una buena mayoría de la población participó en la organización de suministros y material de ayuda de diversas formas.

### Operación de rescate por pescadores
Según la estimación del gobierno, un total de 4.537 de la comunidad de pescadores participaron en la operación de rescate con 669 embarcaciones pesqueras. Lograron rescatar a más de 65.000 personas de varios distritos. Pinarayi Vijayan honró a los pescadores y el ministro de Pesca, J. Mercykutty Amma, dijo que el gobierno proporcionará ayuda financiera para reparar los barcos de pesca que resultaron parcialmente dañados en las operaciones de rescate, mientras que se proporcionarán otros nuevos para los barcos que fueron completamente destruidos. Según las estimaciones, siete barcos fueron completamente destruidos, mientras que 452 fueron parcialmente destruidos.

### Rescate animal
Sally Varma de Humane Society International hizo arreglos para que los animales fueran rescatados y transportados a refugios especiales que albergaban a los animales afectados. Las redes sociales se han utilizado para resaltar el rescate de múltiples animales: perros, gatos, cabras, vacas, ganado, patos y serpientes, con alimentos y medicamentos para animales transportados a las áreas afectadas.
Un trabajador de Humane Society International se pronunció contra el hecho de atar y dejar mascotas que ocurrieron. "Eso se convirtió en un problema. Tantos animales atados simplemente se ahogaron. Estos animales son nadadores naturales, y es mejor mantenerlos libres para que puedan nadar hacia terrenos más altos". Según los registros del gobierno, más de 8.000 bovinos, terneros y búfalos, 3.297 cabras y 47 perros han muerto debido a las inundaciones.
El Recaudador del Distrito de Malappuram y su Jefe de Policía han dado instrucciones a la fuerza policial para que salven a cualquier animal que encuentren durante las operaciones de rescate.

## Socorro y ayuda monetaria

### Gobierno, ONG y OSFL
- El gobierno de Kerala inició un sitio web de donaciones para las víctimas de las inundaciones. Como el 7 de enero de 2020 , ₹ 47.375 millones (US $ 630 millones) se recogió por parte del público, incluidas las organizaciones, empresas corporativas y personajes famosos.[58]
- El primer ministro de la India, Narendra Modi, anunció una suma de ₹5 mil millones (US$ 66 millones) como alivio provisional para Kerala el 18 de agosto de 2018. Esto se suma a ₹5,6245 mil millones (US$ 75 millones) ya disponibles en SDRF del Estado y ₹1 mil millones (US$ 13 millones) anunció el 12 de agosto de 2018 el ministro del Interior.[59][60] El gobierno central también dijo en su comunicado de prensa que estos ₹6 mil millones (US$ 80 millones) son solo la asistencia anticipada y que la NDRF liberará fondos adicionales cuando un equipo interministerial visite nuevamente y evalúe el daño.[18][61] El gobierno central, en una de las mayores operaciones de rescate, desplegó 40 helicópteros, 31 aviones, 500 botes, 182 equipos de rescate y 18 equipos médicos de las fuerzas de defensa, 58 equipos de la NDRF y 7 compañías de la Fuerzas de la Policía Armada Central. Juntos salvaron más de 60.000 vidas humanas.[62]
- La Unión Europea anunció una ayuda de ₹15,3 millones (US $ 200.000) en ayuda[63][64] a la Sociedad de la Cruz Roja India para brindar ayuda a las personas afectadas por las inundaciones en Kerala.[65]
- Los Gobiernos de Maldivas, Pakistán, Tailandia y Catar expresaron sus condolencias y ofrecieron asistencia humanitaria y ayuda monetaria.[66][67][68]
- Mata Amritanandamayi Math donó 100 millones de rupias (1,3 millones de dólares estadounidenses) al Fondo de Ayuda para Emergencias del ministro principal de Kerala, además de proporcionar materiales de ayuda y ayudar en las operaciones de rescate.[69]
- People's Foundation, una ONG con sede en Calicut, con el apoyo de Ideal Relief Wing Kerala había servido con 37.000 voluntarios para operaciones de rescate e higiene. Sus voluntarios limpiaron 11.139 casas y realizaron 494 campamentos de socorro para las víctimas de las inundaciones. También se comprometieron a construir 500 casas, a un costo de ₹ 300 millones (US $ 4,0 millones).[70]
- Una campaña de recaudación de fondos comenzó a través del liderazgo de la Federación de Asociaciones Malayalee de las Américas (FOMAA) 2018-2020, y luego la migración a Facebook consiguió más de 260 donantes de todo el mundo y pudo recaudar suficiente dinero para construir más de cuarenta casas y dedicar varias aldeas en todo el mundo. distritos de Kerala.[71]
- Una campaña de recaudación de fondos iniciada en Facebook por las organizaciones benéficas Knanaya Catholic Yuvajanavedhi de Chicago y Care and Share junto con una persona llamada Arun Simon Nellamattom y otros recaudaron y donaron US $ 1,6 millones al Fondo de Ayuda para Angustias del ministro principal de Kerala.
- IsraAid, una ONG israelí envió trabajadores de socorro para distribuir suministros y evaluar las necesidades de agua potable, saneamiento y atención psicológica.[72][73]
- Muchos miembros del parlamento, miembros de asambleas y consejos legislativos estatales, funcionarios públicos y empleados gubernamentales de todo el país también han donado su salario de un mes y / o asignaciones al Fondo de Ayuda para Emergencias del ministro principal de Kerala.[74][75][76]
- Los ministros principales de todos los estados (y Delhi) han prometido ayuda monetaria de sus respectivos fondos estatales, además del envío de diversos materiales de ayuda, como agua potable, mantas, alimentos envasados, arroz, máquinas purificadoras de agua, productos de uso diario y de atención médica. Las contribuciones monetarias se enumeran a continuación:

| Distrito           | Monto                                | Ref.                                 |
| ------------------ | ------------------------------------ | ------------------------------------ |
| Andhra Pradesh     | ₹100 millones (US$ 1,3 millones)     | [ 77 ]                               |
| Arunachal Pradesh  | ₹30 millones (US$ 400.000)           | [ 78 ]                               |
| Assam              | ₹30 millones (US$ 400.000)           | [ 79 ]                               |
| Bengala Occidental | ₹100 millones (US$ 1,3 millones)     | [ 80 ]                               |
| Bihar              | ₹100 millones (US$ 1,3 millones)     | [ 81 ]                               |
| Chhattisgarh       | ₹30 millones (US$ 400.000)           | [ 82 ]                               |
| Delhi              | ₹100 millones (US$ 1,3 millones)     | [ 83 ]                               |
| Goa                | ₹50 millones (US$ 660.000)           | [ 84 ]                               |
| Guyarat            | ₹100 millones (US$ 1,3 millones)     | [ 85 ]                               |
| Haryana            | ₹100 millones (US$ 1,3 millones)     | [ 86 ]                               |
| Himachal Pradesh   | ₹50 millones (US$ 660.000)           | [ 87 ]                               |
| Jharkhand          | ₹50 millones (US$ 660.000)           | [ 88 ]                               |
| Karnataka          | ₹100 millones (US$ 1,3 millones)     | [ 89 ]                               |
| Madhya Pradesh     | ₹100 millones (US$ 1,3 millones)     | [ 90 ]                               |
| Maharashtra        | ₹200 millones (US$ 2,7 millones)     | [ 91 ]                               |
| Manipur            | ₹20 millones (US$ 270.000)           | [ 92 ]                               |
| Meghalaya          | ₹10 millones (US$ 130.000)           | [ 93 ]                               |
| Mizoram            | ₹20 millones (US$ 270.000)           | [ 94 ]                               |
| Nagaland           | ₹10 millones (US$ 130.000)           | [ 95 ]                               |
| Odisha             | ₹100 millones (US$ 1,3 millones)     | [ 96 ]                               |
| Puducherry         | ₹10 millones (US$ 130.000)           | [ 97 ]                               |
| Punyab             | ₹50 millones (US$ 660.000)           | [ 98 ]                               |
| Rayastán           | ₹100 millones (US$ 1,3 millones)     | [ 99 ]                               |
| Tamil Nadu         | ₹100 millones (US$ 1,3 millones)     | [ 100 ]                              |
| Telangana          | ₹250 millones (US$ 3,3 millones)     | [ 101 ]                              |
| Tripura            | ₹10 millones (US$ 130.000)           | [ 102 ]                              |
| Uttar Pradesh      | ₹150 millones (US$ 2,0 millones)     | [ 103 ]                              |
| Uttarakhand        | ₹50 millones (US$ 660.000)           | [ 104 ]                              |
| Total              | ₹2,12 mil millones (US$ 28 millones) | ₹2,12 mil millones (US$ 28 millones) |

### Proyectos de vivienda para víctimas de inundaciones por ONG
| Organización             | N° de casas | Ref.    |
| ------------------------ | ----------- | ------- |
| Act On                   | 300         | [ 105 ] |
| Peoples Foundation       | 500         |         |
| Muslim Jamaath           | 1000        | [ 106 ] |
| Joy Alukkas              | 250         | [ 107 ] |
| Muthoot Group            | 200         | [ 108 ] |
| FOMAA                    | 250         | [ 109 ] |
| Departamento cooperativo | 1500        | [ 110 ] |
| Total                    | 4000        | 4000    |

### Corporativos y Particulares
- El Dr. Azad Moopen, presidente y director general de Aster DM Healthcare ha donado ₹25 millones (US$ 330.000) al fondo de ayuda del jefe de Gobierno de Kerala y otro ₹125 millones (US$ 1,7 millones) para la reconstrucción de viviendas en las zonas afectadas por las inundaciones.[111][112][113][114]
- Google, Facebook, Amazon, Flipkart, BigBasket, Airtel Payments Bank, Paytm y Google Pay también han brindado una opción de donación para los esfuerzos de ayuda en sus respectivas plataformas.[115]
- Las principales empresas petroleras de la India como BPCl, HPCL, IOCL, y otros han donado colectivamente ₹250 millones (US$ 3,3 millones) a la angustia Fondo de Ayuda para el jefe ministro de Kerala, además de proporcionar material de socorro y ayudar en el rescate operations.Oil y natural Gas Corporation (ONGC) donó US$ 1 millón al Fondo de Ayuda para Primeros Ministros y envió equipos de ayuda con profesionales médicos y tres helicópteros para apoyo logístico y de rescate.[116][117]
- La presidenta de la Fundación Reliance, Nita Ambani, anunció una donación de 210 millones de rupias (2,8 millones de dólares estadounidenses) al Fondo de Ayuda para Emergencias del ministro principal de Kerala, además de materiales de ayuda por valor de 500 millones de rupias (6,6 millones de dólares estadounidenses).[118]
- La Fundación Adani, el brazo de RSE, sostenibilidad y alcance comunitario del Adani Group, se ha comprometido a proporcionar ₹ 10 millones (US$ 130.000) para ayuda inmediata y otros ₹ 10 millones (US$ 130.000) están destinados a rehabilitación y reasentamiento.[119][120]
- Star India, su empresa matriz 21st Century Fox y sus empleados han donado colectivamente 50 millones de rupias (660.000 dólares estadounidenses).[121][122][123]
- Canara Bank, un banco líder del sector público nacionalizado, donó ₹ 50,1 millones (US$ 670.000) al Fondo de Ayuda para Desastres del ministro principal de Kerala. Además de esto, también se donaron 10 toneladas de paquetes de arroz en el marco de CSR.[124]
- El actor de Bollywood Sushant Singh Rajput ha donado ₹10 millones (US$ 130,000) al fondo de ayuda del ministro principal de Kerala en nombre de un fan de Instagram.[125][126][127][128][129] También envió a su equipo a realizar actividades de socorro en Kerala.[130] Vidya Balan, Siddharth Roy Kapoor, Shah Rukh Khan, Amitabh Bachchan, Abhishek Bachchan, Alia Bhatt, Siddharth Suryanarayan, Rishi Kapoor, Vidhu Vinod Chopra, Akshay Kumar, Suriya y Resul Pookutty son otros miembros de la industria cinematográfica que han contribuido al fondo de ayuda del ministro principal de Kerala.[131][132]
- KP Hussain, presidente de Fathima Healthcare Group, ha donado ₹ 10 millones (US$ 130.000) al fondo de ayuda del ministro principal de Kerala, y otros ₹ 40 millones (US$ 530.000) para ayuda médica.[133]
- Médico, empresario y filántropo Shamsheer Vayalil donarán ₹ 500 millones (US$ 6,6 millones) para el alivio de víctimas de las inundaciones mediante la creación de un proyecto para luchar contra los problemas de vivienda, de educación y de salud.[134]
- Las empresas indias con sede en EAU han donado ₹ 188,5 millones (US$ 2,5 millones) hasta el momento para el fondo de ayuda de Khalifa Bin Zayed Al Nahyan Fundación. Entre los que donaron estaban los empresarios indios Yusuff Ali M. A., presidente y director general de LuLu Group International, y el Dr. B. R. Shetty, fundador y presidente de NMC Health.
- El Tribunal Superior de Bombay ordenó a Galpha Laboratories que depositara una suma de ₹ 15 millones (US$ 200.000) hacia el Fondo del ministro principal de Kerala después de perder el caso de infracción de marca registrada presentado por Glenmark Pharmaceuticals. El tribunal inicialmente dijo que Galpha Laboratories tendría que pagar la suma a Glenmark Pharmaceuticals. Sin embargo, Glenmark Pharmaceuticals solicitó al tribunal que instruyera a Galpha Laboratories a depositar la suma en una ONG. A continuación, el tribunal ordenó que el dinero se depositara en el Fondo del ministro principal de Kerala.[135]
- El capitán del equipo de cricket indio, Virat Kohli, dedicó la victoria de su equipo sobre Inglaterra en Trent Bridge a las víctimas de las inundaciones de Kerala.[136] El equipo indio ha donado cuotas de partido para las víctimas de las inundaciones de Kerala.[137]
- Chipsan Aviation proporcionó 3 helicópteros para operaciones de rescate y socorro.
- CHD Group, una organización de salud pública con sede en Mangalore dirigida por el Dr. Edmond Fernandes, MD, ha estado trabajando incansablemente para defender las necesidades de las comunidades tribales, adivasis y otras áreas atrasadas para optimizar su atención médica después del desastre.

## Respuesta

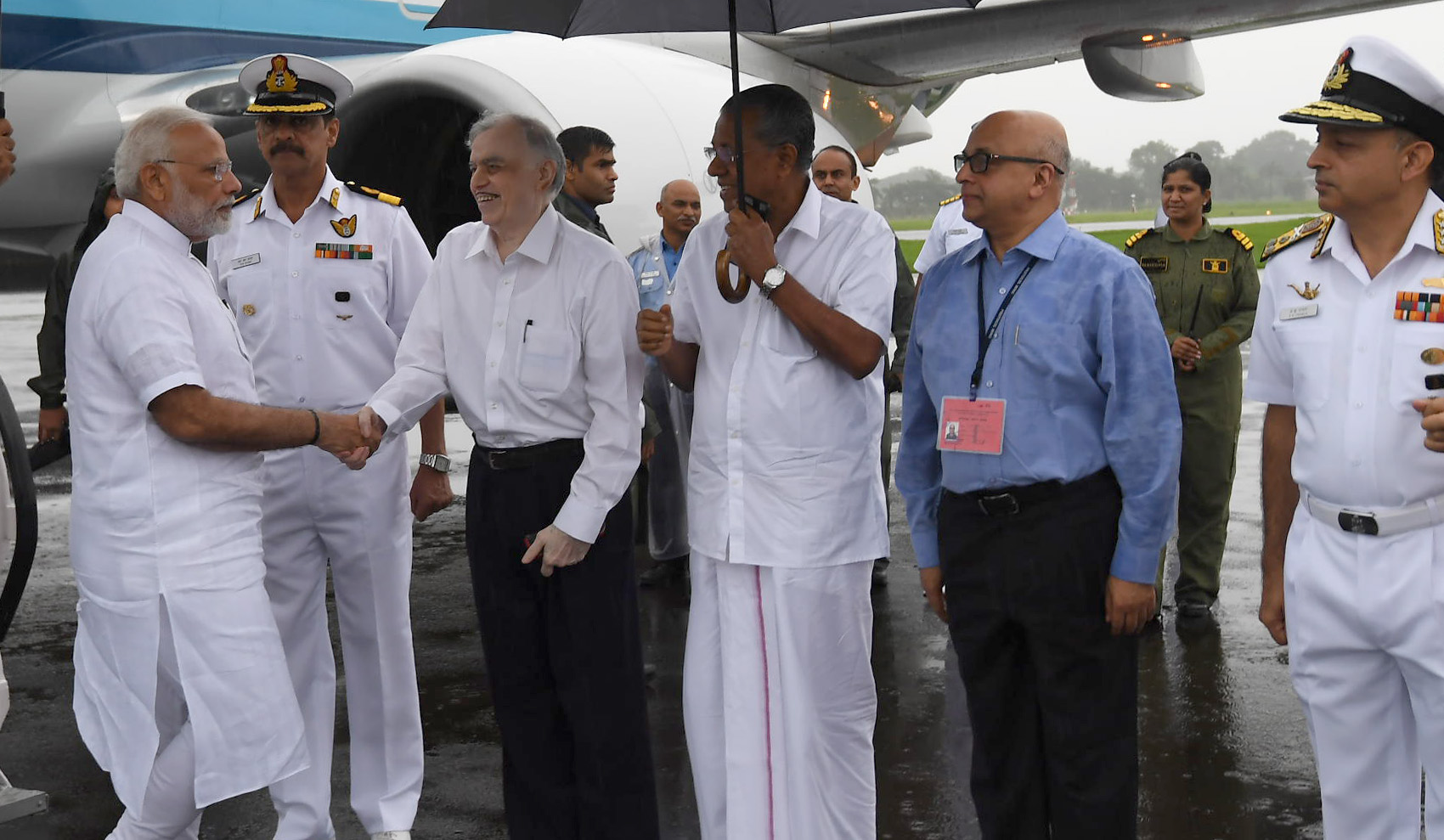
El primer ministro de la India, Narendra Modi, es recibido por el gobernador de Kerala P. Sathasivam y el ministro principal de Kerala, Pinarayi Vijayan, a su llegada a Cochín para inspeccionar las zonas afectadas por las inundaciones, el 18 de agosto de 2018.

En una conferencia de prensa el 11 de agosto, el secretario en jefe Tom Jose dijo: "Las cosas están bien bajo control. El gobierno está al tanto de la situación". El primer ministro Narendra Modi realizó un reconocimiento aéreo y ofreció apoyo federal a los keralitas. El ministro principal, Pinarayi Vijayan, describió las inundaciones como "algo que nunca antes había sucedido en la historia de Kerala" y culpó en parte a la vecina Tamil Nadu por liberar el exceso de agua de la represa estatal Mullaperiyar, lo que empeoró la situación.

### Internacional
La embajada de Estados Unidos instó a sus ciudadanos a evitar viajar a las áreas afectadas. La embajada de los Emiratos Árabes Unidos en India emite advertencias para sus ciudadanos sobre la inundación. La embajada también dijo que las agencias meteorológicas en India han dado advertencias sobre las fuertes lluvias en el estado sureño de Kerala. El presidente de los Emiratos Árabes Unidos, el emir Jalifa bin Zayed Al Nahayan, ha dado instrucciones a la formación de un comité de emergencia nacional para brindar asistencia de socorro a las personas afectadas por las inundaciones repentinas en el estado indio de Kerala.
Hubo una controversia con respecto a una oferta de US$ 100 millones del Gobierno de los Emiratos Árabes Unidos. Las noticias sobre la ayuda de los Emiratos Árabes Unidos comenzaron a difundirse con un tuit del CMO Kerala. "CM Pinarayi Vijayan informó que los Emiratos Árabes Unidos proporcionarán a Kerala una asistencia de ₹ 700 crore. Kerala tiene una relación especial con los Emiratos Árabes Unidos, que es un hogar lejos del hogar para los malayalees. Expresamos nuestro agradecimiento a los Emiratos Árabes Unidos por su apoyo. #KeralaFloodRelief ". Normalmente, las noticias sobre la ayuda serán anunciadas por los funcionarios del gobierno del país que ofrece la ayuda. El Ministerio de Relaciones Exteriores de la India aclaró que no recibieron ninguna oferta de ayuda financiera de ningún país. El embajador de los Emiratos Árabes Unidos en India también declaró que, oficialmente, no hubo ningún anuncio sobre la donación al estado de Kerala.

## Datos de precipitaciones

### Salidas de precipitaciones
Salidas semana a semana de lo normal:

### Precipitación acumulada por distrito

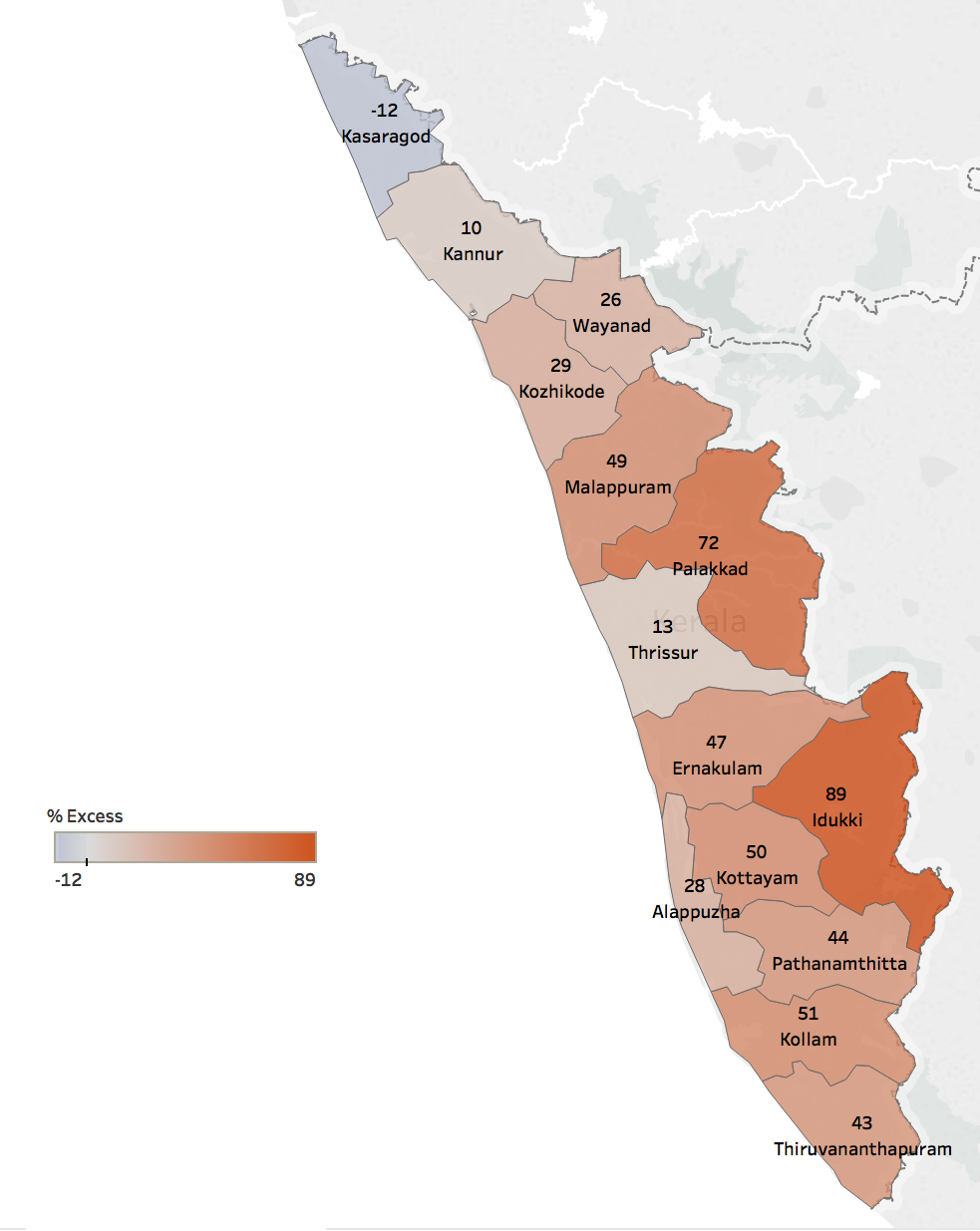
1 de junio de 2018 - 22 de agosto de 2018

| Distrito           | Precipitaciones (mm) | Normal (mm) | Incremento (%) |
| ------------------ | -------------------- | ----------- | -------------- |
| Alappuzha          | 1648.1               | 1309.5      | 20,54%         |
| Ernakulam          | 2305,9               | 1606.0      | 43,58%         |
| Idukki             | 3211.1               | 1749.1      | 83,58%         |
| Kannur             | 2450,9               | 2234,9      | 9,66%          |
| Kasaragod          | 2549,94              | 2489.1      | -2,44%         |
| Kollam             | 1427,3               | 985,4       | 44,84%         |
| Kottayam           | 2137.6               | 1452,6      | 32,04%         |
| Kozhikode          | 2796,4               | 2156,5      | 22,80%         |
| Malappuram         | 2529,8               | 1687,3      | 49,93%         |
| Palakkad           | 2135.0               | 1254.2      | 70,22%         |
| Pathanamthitta     | 1762,7               | 1287,5      | 36,90%         |
| Thiruvananthapuram | 920,8                | 643,0       | 43,07%         |
| Thrissur           | 1894,5               | 1738.2      | 8,99%          |
| Wayanad            | 2676,8               | 2167.2      | 23,51%         |
| Kerala             | 2226,4               | 1620.0      | 37,43%         |

## Análisis de la Comisión Central del Agua

### Kerala en su conjunto
Según un estudio de la Comisión Central del Agua, la precipitación acumulada media de 3 días del 15 al 17 de agosto de 2018 fue de unos 414 mm. Esto fue casi del mismo orden que las precipitaciones de Devikulam que se produjeron entre el 16 y el 18 de julio de 1924. Suponiendo un coeficiente de escorrentía de 0,75, se estimó que la escorrentía generada por 3 días de lluvias intensas fue de 12057 MCM para todo el estado de Kerala. Esta enorme escorrentía superó la capacidad de carga de la mayoría de los ríos de Kerala, lo que provocó desbordamientos de la mayoría de los ríos.
El área de captación total explotada por las represas en Kerala, excluidas las presas, es de aproximadamente 6.610 km2 (2.552 millas cuadradas). La escorrentía generada por la cuenca captada por estas presas durante el período del 15 al 17 de agosto de 2018 se estimó en 2,19 BCM, de una escorrentía total de 12 BCM para todo Kerala. Según el estudio, con un almacenamiento en vivo total en el estado de 5,8 BCM y asumiendo una disponibilidad de almacenamiento en vivo del 20% el 14 de agosto de 2018, el grado de moderación de inundación disponible solo habría sido de 1,16 BCM frente a una entrada estimada de 2,19 BCM. Por tanto, era fundamental realizar liberaciones de los embalses.
El estudio indicó que las presas en Kerala no contribuyeron a la inundación ni ayudaron a reducirla, ya que la mayoría de las presas ya estaban en el LRF o muy cerca del 14 de agosto de 2018. Incluso si los embalses hubieran estado unos pocos pies por debajo del FL, las condiciones de inundación no habrían cambiado mucho ya que las fuertes lluvias continuaron durante 3-4 días. Habría sido necesario liberar agua de los embalses después del primer día de fuertes lluvias.
El estudio concluyó que sería necesario revisar las curvas de regla de todos los embalses en Kerala, especialmente aquellos con una capacidad de almacenamiento en vivo de más de 200 MCM. Esto ayudaría a crear un colchón de inundaciones dinámico para moderar las inundaciones.

### Cuenca de Periyar
Durante el período de 3 días del 15 al 17 de agosto de 2018, la profundidad de lluvia realizada en la cuenca de Periyar fue de 588 mm. La descarga máxima que pasó a través del Periyar en Neeleeswaram fue de 8800 cumecs (m3/seg) registrada el 16 de agosto a las 15:00 h, según el sitio de Neeleeswaram G&D de la CWC. Los principales reservorios de almacenamiento en la cuenca de Periyar son el reservorio Idukki (1.4 BCM) y el reservorio Idamalayar (1.1 BCM). La liberación máxima el 16 de agosto de 2018 del embalse de Idukki fue de 1500 cumecs frente a una afluencia de 2532 cumecs, logrando así una moderación de inundación de 1032 cumecs. La liberación de Idamalayar el 16 de agosto de 2018 fue de 963 cumecs frente a una afluencia de 1164 cumecs.
La descarga en Neeleshwaram el 17 de agosto de 2018 fue de 8600 cumecs. La liberación de los embalses de Idukki e Idamalayar fue de 1500 cumecs (con una afluencia de 1610 cumecs) y 1272 cumecs (afluencia de 1007 cumecs). El análisis de CWC encontró que las liberaciones de agua eran liberaciones controladas ya que la capacidad de descarga de las represas Idukki e Idamalayar es de 5013 cumecs y 3012 cumecs, respectivamente.

## Sequía inmediata después de la inundación
Unos días después de recibir una de las lluvias más altas del siglo, Kerala se vio atrapado bajo la amenaza de una sequía severa. El nivel del agua en pozos, estanques y ríos ha registrado niveles más bajos y algunos pozos incluso colapsaron. El ministro principal, Pinarayi Vijayan, ha ordenado al consejo estatal de ciencia, tecnología y medio ambiente que lleve a cabo estudios sobre el fenómeno después de las inundaciones en todo el estado y sugiera posibles soluciones al problema.
AB Anita, director ejecutivo del Centro para la Gestión del Desarrollo de los Recursos Hídricos (CWRDM), una institución de investigación autónoma dependiente del gobierno estatal, dijo que la fuerte escorrentía de la capa superior del suelo en las áreas de tierras altas y la sedimentación en los ríos fueron las razones de la caída. nivel de agua. La capa superior del suelo en las colinas y las tierras altas se había eliminado en las inundaciones repentinas a una profundidad de hasta dos metros en muchos lugares. A medida que se afeitó la capa superior del suelo, se arruinó la capacidad de las colinas para absorber el agua de lluvia con una esponja, dijo. La Sra. Anita mencionó que la destrucción ecológica causada por la deforestación, el uso dañino de la tierra en las zonas altas y la extracción de arena en los arroyos y ríos contribuyeron a la escorrentía y la sedimentación del suelo superior. Esto fue exacerbado por el impacto del cambio climático a nivel macro.
Haciéndose eco de sus opiniones, los expertos del Instituto Nacional de Tecnología, Calicut, (NIT-C) dijeron que era habitual que el nivel del agua en los ríos y pozos domésticos cayera después de las inundaciones fluviales. "Normalmente, un río fluye a través de la arena de su propio rumbo hasta la desembocadura. Sin embargo, esta vez la descarga ha sido completa, llevándose la arena y las rocas en la etapa juvenil junto con las crecidas. Así que el nivel del agua en los ríos y cuando el nivel del agua del río se reduce, el nivel freático tampoco se repone, ya que los ríos y el nivel freático están conectados ", dijo K. Saseendran, geólogo y profesor del NIT-C.